# Never Say Die (film, 1939)
Pour les articles homonymes, voir Never Say Die.
Pour plus de détails, voir Fiche technique et Distribution.
Never Say Die est un film américain réalisé par Elliott Nugent et sorti en 1939.

## Synopsis
John Kidley, un multi-millionnaire hypocondriaque, passe ce qu'il croit être ses derniers jours à la station thermale de Bad Gaswasser. Il rencontre Mickey Hawkins, une héritière du Texas dont le père a promis la main au prince Smirnov.

## Fiche technique
- Réalisation : Elliott Nugent
- Scénario : Dan Hartman, Frank Butler, Preston Sturges d'après la pièce éponyme de William H. Post et William Collier Sr.[1]
- Producteur : Paul Jones
- Lieu de tournage : Californie
- Image : Leo Tover
- Montage : James Smith
- Durée : 82 minutes
- Distribution : Paramount Pictures
- Date de sortie : 14 avril 1939

## Distribution
- Martha Raye : Mickey Hawkins
- Bob Hope : John Kidley
- Andy Devine : Henry Munch
- Alan Mowbray : prince Smirnov
- Gale Sondergaard : Juno Marko
- Sig Ruman : Poppa Ingleborg
- Ernest Cossart : Jeepers
- Paul Harvey : Jasper Hawkins
- Frances Arms : Momma Ingleborg
- Ivan F. Simpson : Kretsky
- Monty Woolley : Dr Schmidt
- Christian Rub